# Индия на зимних Азиатских играх 2011
Индия приняла участие в 7-х зимних Азиатских играх, проводившихся в 2011 году в Астане и Алма-Ате, отправив 11 спортсменов, участвовавших в соревнованиях по горнолыжному спорту и лыжным гонкам. По результатам Игр сборная Индии не завоевала ни одной медали.

## Горнолыжный спорт
| Дисциплина                | Спортсмен        | Результат        | Место |
| ------------------------- | ---------------- | ---------------- | ----- |
| Супергигант (мужчины)     | Джамьянг Намгиал | 1:18.66 (+14.05) | 13    |
| Супергигант (мужчины)     | Хира Лал         | 1:21.75 (+17.14) | 16    |
| Суперкомбинация (мужчины) | Хира Лал         | 2:15.09 (+29.39) | 12    |
| Суперкомбинация (мужчины) | Лудхар Чанд      | 2:19.39 (+33.69) | 13    |

## Лыжные гонки
| Дисциплина                                          | Спортсмен                                                                    | Результат            | Место |
| --------------------------------------------------- | ---------------------------------------------------------------------------- | -------------------- | ----- |
| Индивидуальная гонка, свободный ход, 15 км, мужчины | Таши Лундуп                                                                  | 1:00:48.3 (+11:17.3) | 5     |
| Индивидуальная гонка, свободный ход, 15 км, мужчины | Надим Икбал                                                                  | 1:05:32.1 (+16:01.1) | 6     |
| Эстафета, 4х10 км, мужчины                          | Индия (Таши Лундуп, Надим Икбал, Хемант Кумар, Билал Ахмед)                  | 2:34:53.2 (+40:12.3) | 4     |
| Индивидуальная гонка, свободный ход, 10 км, женщины | Бхувнешвари Тхакур                                                           | 56:05.6 (+19:31.0)   | 9     |
| Индивидуальная гонка, свободный ход, 10 км, женщины | Пхутсонг Янгдон                                                              | 1:06:01.1 (+29:26.5) | 10    |
| Эстафета, 4х5 км, женщины                           | Индия (Бхувнешвари Тхакур, Мехджабин Акхтер, Пхутсонг Янгдон, Масуда Акхтер) | 1:53:11.0 (+51:25.9) | 5     |